# 精准营销
精准营销，是属于市场营销活动的范畴。其需要利用市场的媒介，进行相关的市场营销活动。
相对普通的市场营销活动，精准营销活动强调的是精准的潜在目标受众群与定向传播方式手段的统一；传播方式手段与所载内容的统一；所载内容与营销的目的统一。目标受众群体的有效性与传播途径所载内容到达客户的有效性是决定精准营销活动效果的考量指标。通常来讲，精准营销效果与目标客户数据库相正相关，与传播途径及所载内容成正相关，同大众传媒的影响力成反相关。精准营销需要用到数据分析，传播途径有效性测评，营销策划，CRM管理，项目活动管理等相关知识和技能，是综合性的营销。精准营销与直复营销，数据库营销密切相关。
目前，在大数据时代下，精准营销被提及的次数日渐频繁，加之用户碎片化时间日益增多，定位精准的营销才更符合市场发展规律。
1. ↑  .   [2024-06-27]. （原始内容存档于2024-06-27） （美国英语）.